# Lackawanna (New York)
Lackawanna je grad u američkoj saveznoj državi New York. Prema popisu stanovništva iz 2010. u njemu je živjelo 18.141 stanovnika.